# Pascale Audret
Pascale Audret (Neuilly-sur-Seine, Hauts-de-Seine, 1936. október 12. – Cressensac, 2000. július 17.) francia színésznő, aki az 1950-es, 1960-as években volt a legaktívabb. Testvére Hugues Aufray (1929-) énekes. François Mauriac másodunokatestvére volt.

## Életpályája
Párizsban színi és tánctanulmányokat folytatott. Kabarékban és operettekben szerepelt, illetve táncolt. Anne Frank színpadi megszemélyesítójeként vált ismertté. 1955-től szerepelt filmekben.
Autóbalesetben hunyt el 2000. július 17-én.

## Magánélete
1965–1973 között Francis Dreyfus (1940–2010) francia filmproducer volt a férje. Egy lányuk született: Julie Dreyfus (1966) színésznő. Ezt követően Roger Coggio (1934–2001) francia színész volt a párja.

## Filmjei
- Jövendő sztárok (Futures vedettes) (1955)
- A család barátja (L'ami de la famille) (1957)
- Szemet szemért (Œil pour œil) (1957)
- Párizsi manökenek (Mannequins de Paris) (1957)
- A bilincsek polkája (La polka des menottes) (1957)
- Veszélyes játékok (Les jeux dangereux) (1958)
- Élő víz (L'eau vive) (1958)
- Éjszakai bál (Bal de nuit) (1959)
- La Fayette (1961)
- Ellenségek (Les ennemis) (1962)
- A világ végén (1962)
- Csendőrök (1963)
- A szabadság fantomja (1974)
- Kurtizánok tündöklése és nyomorúsága (1975)